# Mecisna
Mecisna (em árabe: مسيسنة), anteriormente Sidi-Saïd, é uma comuna localizada na província de Bugia, no norte da Argélia. Segundo o censo de 2008, a população total da cidade era de 7 941 habitantes.